# Sibio-Bio (Kotanopan)
Sibio-Bio is een bestuurslaag in het regentschap Mandailing Natal van de provincie Noord-Sumatra, Indonesië. Sibio-Bio telt 333 inwoners (volkstelling 2010).